# Sopka Konus
Sopka Konus (Transkription von russisch Сопка Конус ‚Kegelhügel‘) ist ein Hügel im ostantarktischen Prinzessin-Elisabeth-Land. An der Ingrid-Christensen-Küste ragt er unmittelbar westlich des Keuken Rock in den Vestfoldbergen auf.
Russische Wissenschaftler benannten ihn deskriptiv.